# Выдающиеся шахматисты мира
«Выдающиеся шахматисты мира» — книжная серия, выпускавшаяся издательством «Физкультура и спорт» в Москве с 1969 по 1987 годы.

Книги были посвящены творчеству чемпионов мира, претендентов на мировое первенство и других сильнейших шахматистов разных времён и стран.
«Звания [выдающийся шахматист] официально не существует... <...> Нами был выбран более или менее определенный критерий, достаточно бесспорный, но допускающий по ходу дела известные поправки. Выдающимися шахматистами мы решили считать:
1. Чемпионов мира.
2. Претендентов, игравших матчи с чемпионами мира (или в турнирах на первенство мира), но чемпионами не ставших.
3. Претендентов, не боровшихся непосредственно за шахматную корону, но пользующихся в шахматном мире признанным авторитетом».

Некоторые из книг были написаны самими персонажами (иногда в соавторстве). В большинстве книг основную часть содержания составляют подробно прокомментированные партии.
Среди библиофилов серия была известна как «ВШМ» (по первым буквам названия) или «чёрная серия» (по цвету суперобложки первых выпусков).
Всего в серии издано 33 книги. В первых двух томах название серии не указано.

## Список книг серии
- Юдович М. М., Котов А. А., Абрамов Л. Я. Труд, талант, победа. 1969. 271 с. 36 000 экз. (Об истории шахмат в России и СССР)
- Панов В. Н. Капабланка: Документальное повествование о гениальном кубинском шахматисте и 70 его избранных партий. 3-е изд. 1970. 272 с. 75 000 экз.
- Нейштадт Я. И. Первый чемпион мира. 1971. 288 с. 40 000 экз. (О В. Стейнице)
- Васюков Е. А., Наркевич А. Ю., Никитин А. С. Михаил Чигорин. 1972. 311 с. 50 000 экз.
- Ларсен Б. 50 избранных партий, 1948—1969. 1972. 223 с. 75 00 экз.
- Фишер Р. Мои 60 памятных партий. 1972. 271 с. 50 000 экз.
- Котов А. А. Александр Алехин. 1973. 254 с. 50 000 экз.
- Нейштадт Я. И. Некоронованные чемпионы: Филидор, Лабурдоннэ, Стаунтон, Андерсен, Морфи. 1975. 302 с. 50 000 экз.
- Вайнштейн Б. С. Импровизация в шахматном искусстве: О творчестве гроссмейстера Бронштейна. 1976. 280 с. 50 000 экз.
- Гроссмейстер Геллер / Сост. Я. В. Дамский. 1976. 288 с. 50 000 экз.
- Хайтун Й. Гроссмейстер Портиш. 1977. 221 с. 75 000 экз.
- Ботвинник М. М. Полвека в шахматах. 1978. 272 с. 100 000 экз.
- Карпов А. Е. Избранные партии, 1969—1977. 1978. 256 с. 100 000 экз.
- Карпов А. Е. Избранные партии, 1969—1977. 2-е изд. 1978. XXXI, 256 с. 100 000 экз. (Дополнено материалами о матче на первенство мира 1978 г.)
- Таль М. Н., Дамский Я. В. В огонь атаки. 1978. 304 с. 100 000 экз.
- Линдер И. М. Первые русские мастера. 1979. 255 с. 50 000 экз.
- Смыслов В. В. В поисках гармонии. 1979. 238 с. 100 000 экз.
- Макс Эйве. 1979. 247 с. 50 000 экз.
- Гуфельд Э. Е., Лазарев Е. М. Леонид Штейн. 1980. 240 с. 75 000 экз.
- Пол Морфи / [Из кн. Е. А. Загорянского и Г. Мароци; предисл. В. В. Смыслова]. — М.: Физкультура и спорт, 1980. — 288 с. — 75 000 экз.
- Разуваев Ю. С., Мурахвери В. И. Акиба Рубинштейн. 1980. 224 с. 75 000 экз.
- Вайнштейн Б. С. Мыслитель. 1981. 287 с. 100 000 экз. (Об Эм. Ласкере)
- Суэтин А. С. Гроссмейстер Болеславский. 1981. 255 с. 100 000 экз.
- Гроссмейстер Полугаевский / Сост. Я. В. Дамский. 1982. 304 с. 100 000 экз.
- Глигорич С. Играю против фигур. 1983. 240 с. 100 000 экз.
- Нейштадт Я. И. Зигберт Тарраш. 1983. 272 с. 100 000 экз.
- Верховский Л. С. Карл Шлехтер. 1984. 240 с. 100 000 экз.
- Карпов А. Е. Сто победных партий. 1984. 320 с. 100 000 экз.
- Александр Котов / Авт.-сост. Ф. М. Малкин. 1984. 304 с. 100 000 экз.
- Гроссмейстер Флор / Сост. В. Д. Батуринский. 1985. 256 с. 100 000 экз.
- Петросян Т. В. Стратегия надежности. 1985. 400 с. 99 000 экз.
- Кин Р. Гроссмейстер Нимцович. 1986. 283, [4] с. 100 000 экз.
- Воронков С. Б., Плисецкий Д. Г. Давид Яновский. 1987. 415, [1] с. 100 000 экз.